# Bajčina
Bajçinë en albanais et Bajčina en serbe latin (en serbe cyrillique : Бајчина) est une localité du Kosovo située dans la commune/municipalité de Podujevë/Podujevo, district de Pristina (Kosovo) ou district de Kosovo (Serbie). Selon le recensement kosovar de 2011, elle compte 2 358 habitants.

## Démographie

### Évolution historique de la population dans la localité
| 1948  | 1953  | 1961  | 1971  | 1981  | 1991  | 2011  |
| ----- | ----- | ----- | ----- | ----- | ----- | ----- |
| 1 208 | 1 116 | 1 161 | 1 243 | 1 749 | 2 048 | 2 358 |

|  |

### Répartition de la population par nationalités (2011)
En 2011, les Albanais représentaient 99,70 % de la population.